# ロバ
ロバ（驢馬、馿馬）は、哺乳綱奇蹄目ウマ科ウマ属ロバ亜属（Asinus）の総称、もしくは、アフリカノロバの家畜化された亜種である Equus africanus asinus。以下では主に Equus africanus asinus について述べる。
別名うさぎうま（兎馬）。古代から家畜として使用される。現生ウマ科の中で一番小型だが、力は強く、記憶力も良い。学名 Equus asinus（エクゥス・アシヌス）は、ラテン語で「馬・ロバ」の意。

## ロバ亜属
- アフリカノロバ Equus africanus - 家畜ロバの原種。
  - Equus africanus asinus - 家畜のロバの学名。
  - Equus africanus somaliensis - 亜種ソマリノロバ。
- アジアノロバ Equus hemionus - 5亜種に分かれる。
  - Equus hemionus hemionus - モンゴル亜種。
  - Equus hemionus hemippus - シリア亜種、絶滅。
  - Equus hemionus kulan - トルクメニスタン亜種。
  - Equus hemionus onager - イラン亜種。オナガー。
  - Equus hemionus khur - インド亜種。
- チベットノロバ（キャン） Equus kiang - チベット語でキャン（チベット文字：རྐྱང་; ワイリー方式：rkyang）。チベット高原に生息し、地域で3亜種に分かれる。
  - Equus kiang kiang - 西部亜種。
  - Equus kiang holdereri - 東部亜種。
  - Equus kiang polyodon - 南部亜種。

## 形態
体高は90～150㎝。体重は品種によるが平均260㎏。暑く乾燥した地域ほど大型化しやすい。大きな耳が特徴。

## 生態・特徴

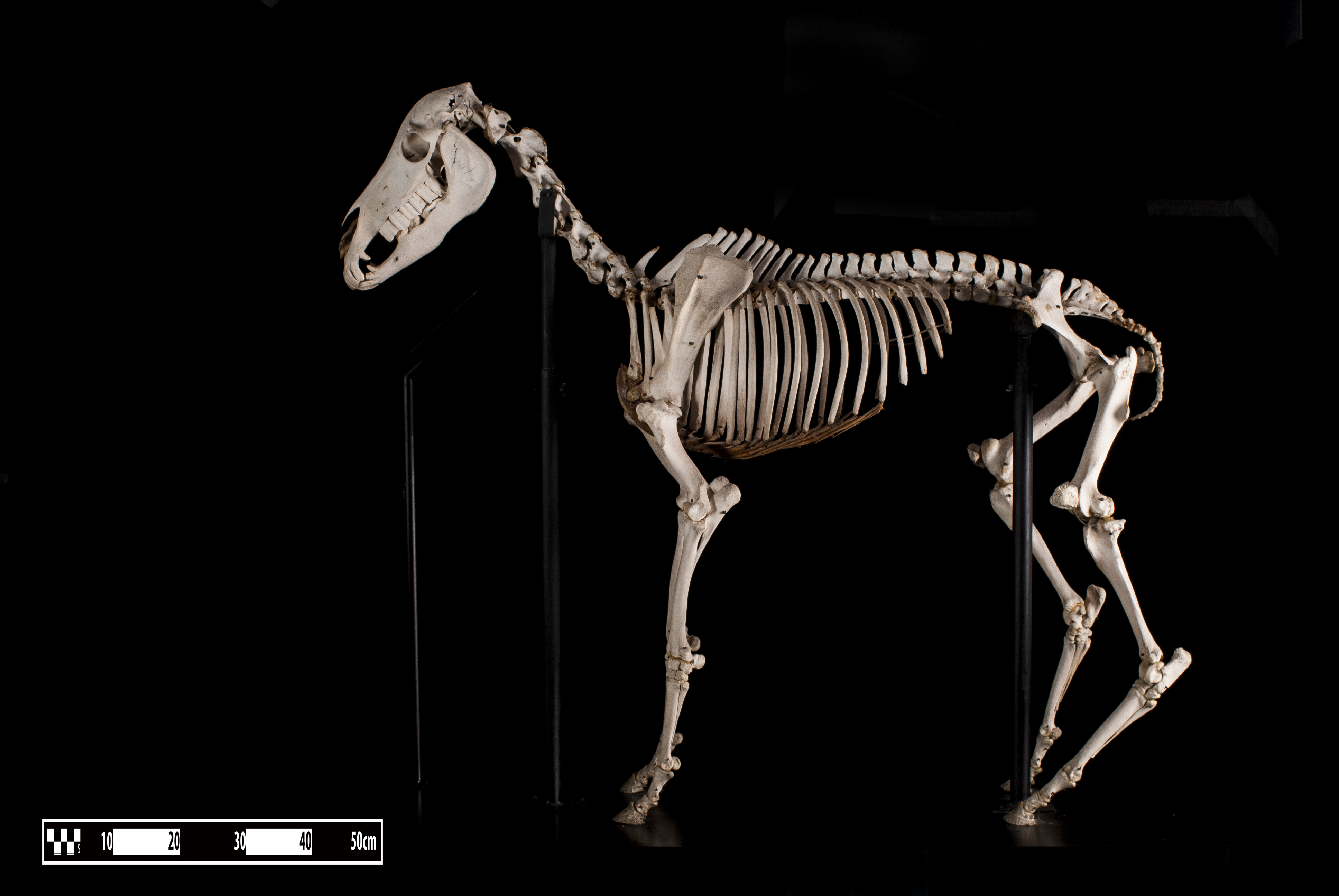
全身骨格

乾燥した環境や山道などの不整地に強い。家畜としては、比較的少ない餌で維持できる。動物園ではイネ科の牧草や草食動物用ペレットが与えられている。寿命は長く、飼育環境によっては30年以上、動物園などの適切な施設管理では40～50年生きることがある。
足の蹄が割れるなどして悪化すると歩行困難となるため、定期的に削蹄師が診断して蹄を整える必要がある。

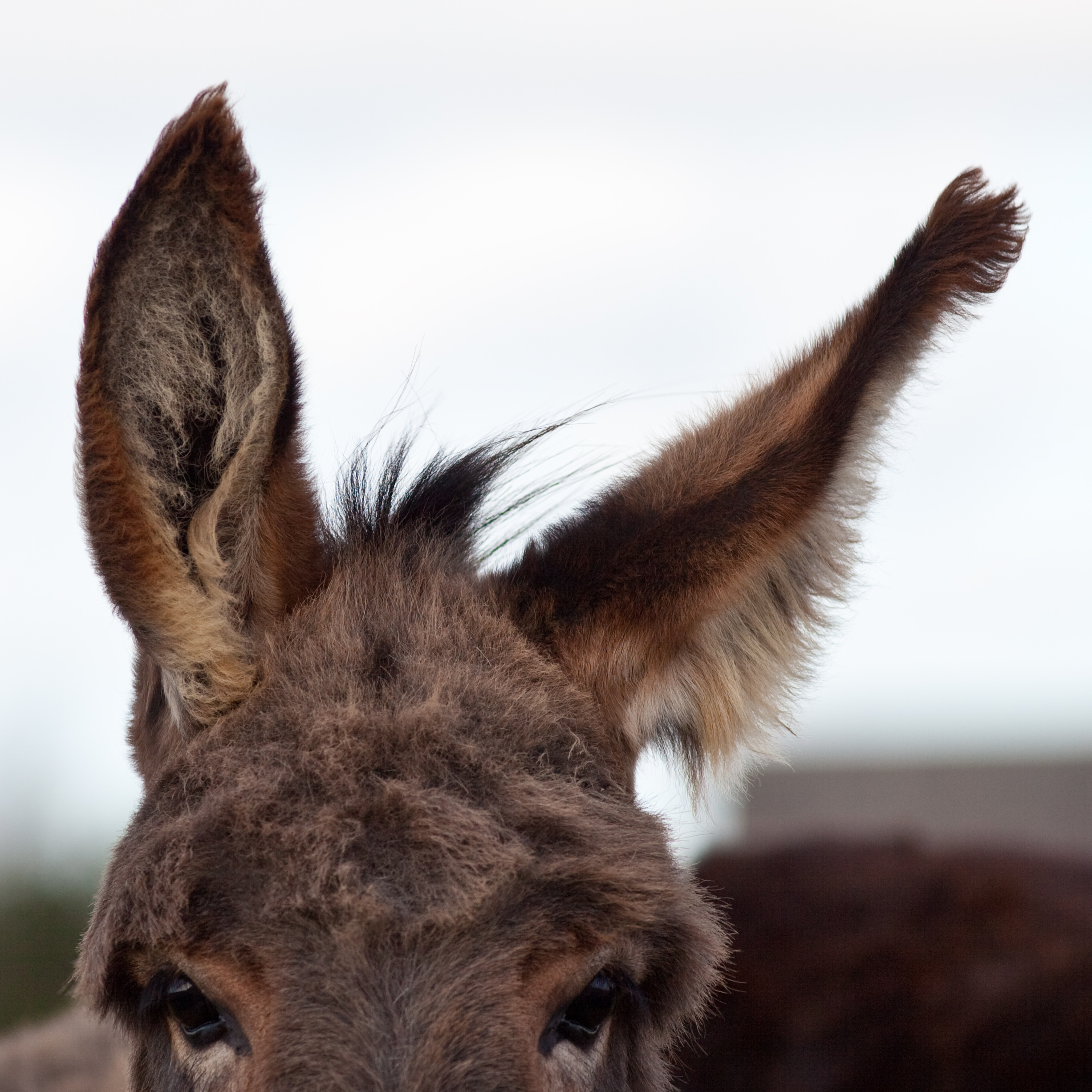
ロバの耳

ロバとウマは気質に違いがあると言われる。ウマは好奇心が強く、社会性があり、繊細であると言われ、反してロバは新しい物事を嫌い、唐突で駆け引き下手で、図太い性格と言われる。実際、ロバのコミュニケーションはウマと比較して淡白であり、多頭曳きの馬車を引いたり、馬術のように乗り手と呼吸を合わせるような作業は苦手とされる。ただ訓練をすれば、健康診断の採血や体重測定などを促してスムーズに行うことができるため、一部の動物園では保定作業の効率化のために実施している施設もある。
野生のウマは、序列のはっきりしたハレム社会を構成し群れを作って生活するが、主に食料の乏しい地域に生息するロバは恒常的な群れを作らず、雄は縄張りを渡り歩き単独で生活する。ロバの気質はこうした環境によって培われたものと考えられる。ただし、アメリカのジョージア州にあるオサボー島で再野生化したノロバのように、豊富な食料がある地域ではハレム社会を構成する場合もある。
繁殖期は春～夏で、妊娠期間は約360日。

## 役獣としての使用

### 家畜化

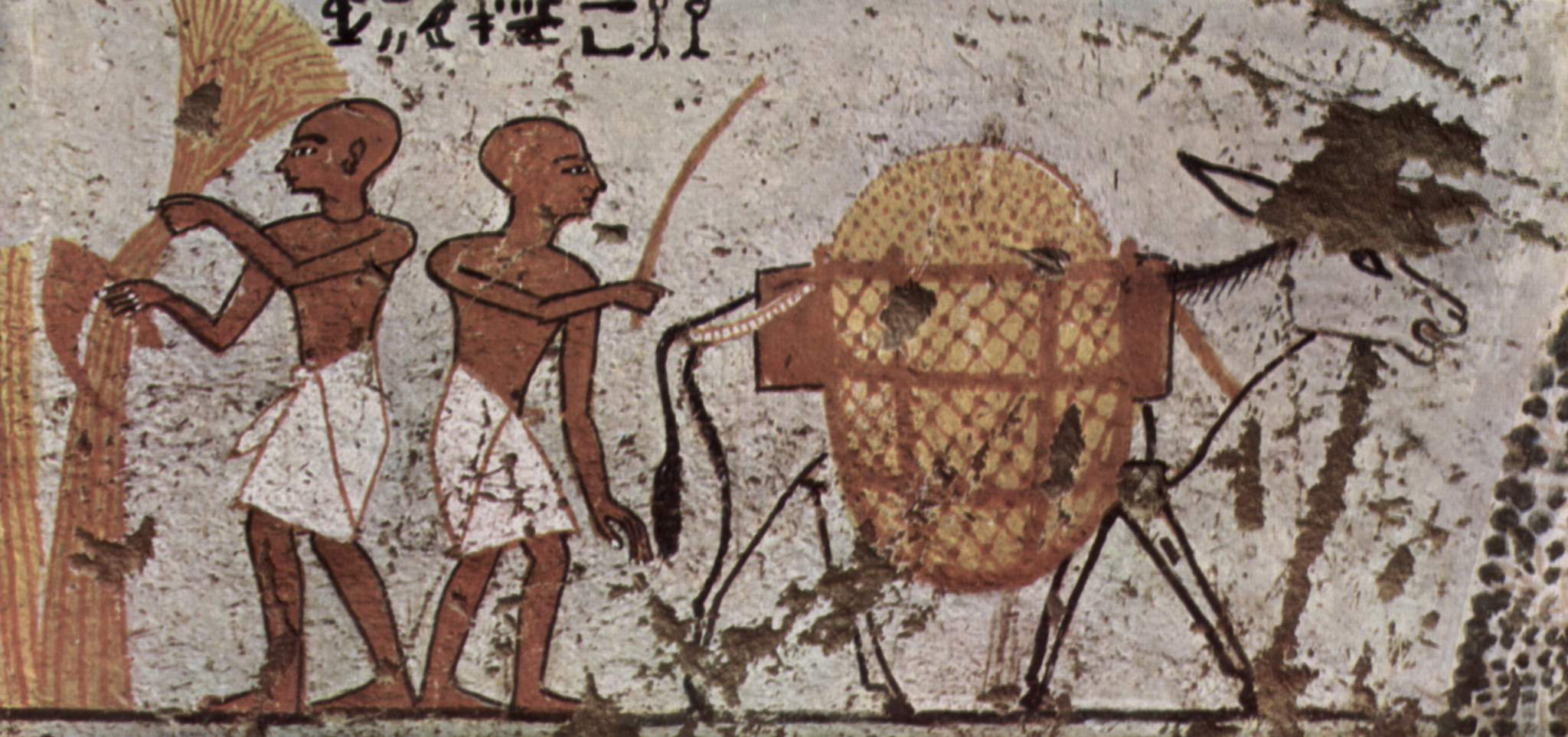
紀元前13世紀のエジプトの壁画

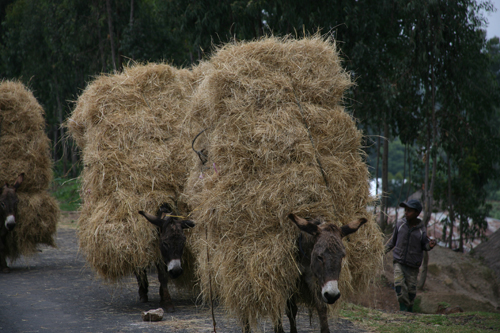
家畜化

最初に家畜として飼われ始めたのは、紀元前5000年頃に野生種のアフリカノロバを飼育したものとされる。古代から乗用、荷物の運搬などの使役に重用されたが、ウマに比べると従順でない性質があり、小型でもあるのが家畜として劣る点であった。逆にウマよりも優れていたのが、非常に強健で粗食に耐え、管理が楽な点であった。
野生種の中で現存するのは、ソマリノロバ (Equus africanus somaliensis) のみであり、ソマリアとエジプトの国境地帯に見られたが、ソマリア内戦の影響で激減したため、現在はその大部分がイスラエルの野生保護区で飼育されている。一方、ハワイ島には家畜から野生化したロバが多数生息している。
飼い主に捨てられた無数のロバが野生化した結果、最近ではブラジル北東部各地でトラブルを引き起こしている。

### ユダヤ人との関係
荒涼としたステップ地帯、砂漠地帯、あるいは山岳地帯などを放浪していたユダヤ人は、ロバを知る古い民族のひとつであり、そのため彼らの伝承や戒律などにもロバに関わるものが少なからずある。
古代、ユダヤ人たちの間では、ロバに乗ることを禁じた日があった。イエスがキリスト（ユダヤの王）として、ロバに乗って過ぎ越しの日にエルサレムに入る記述が聖書にある。
前近代のイスラム社会では時の施政者次第でユダヤ教徒やキリスト教徒への迫害が行われ、その際にロバ以外への騎乗を禁じられる事もあった。

### ガード・ドンキー
スイスやドイツなどの欧州の国々では、護衛犬の代わりにロバを使っている地域もある。ロバはオオカミと犬に対してきわめて攻撃的なのだという。
英語では護衛ロバの事を「ガード・ドンキー」と呼んでおり、比較的小規模の牧場や家庭菜園レベルの放牧地で護衛犬の代替として導入することが推奨されている。初めて導入する際には雌ロバや去勢済みの雄ロバが用いられるが、家畜の群れの中で生まれ育ち、周囲の家畜を友とする縄張り意識を獲得した雄ロバが護衛ロバの候補としては最適とされている。護衛ロバは護衛犬と比較して「集団で襲ってくる野犬やオオカミ、ピューマやクマなど自分より大きな捕食者には対抗出来ず、アライグマや鳥などの小動物による農作物の被害を農場主に積極的に通知する事も無い」事が短所であるが、「一晩中吠え続けて近所に騒音被害を及ぼす様な事は無く、大型の護衛犬に馴れていない訪問客にとっては物理的にも安全である」事が長所とされる。護衛犬のように家畜の回りをパトロールする習性は持たず、捕食者が侵入するまでは家畜と共に牧草を食べているが、鋭い聴覚で捕食者の侵入を察知すると、自分の縄張りが侵されたと判断して侵入者に真っ直ぐ向かっていく性質を持つ。ロバは本能的にイヌ属の動物に対して攻撃的であり、ウマのように自分達だけ真っ先に逃げ出してしまう事もなく、単独で牧草地への侵入を試みるコヨーテや野犬、キツネやハイエナ等に十分に対峙できる能力を有しているとされる。ロバはイヌ属と対決する際、首に噛み付いて振り回したり、噛みながら前足で踏み潰す様に激しい攻撃を繰り返す事が特徴で、家畜の群れに導入したばかりの雄ロバの場合、ヒツジ等の家畜や護衛犬ではない普通の飼い犬がうっかり近づくと激高して踏み殺してしまう事もあるため、護衛ロバを育成する際には農場主にロバの生態や本能に対する正しい知識が必要になるという。なお、南米諸国や米国西部では護衛ロバとほぼ同じ用途で雌や去勢済みの雄リャマが護衛リャマとして育成される。

### 食用
ロバ肉は北イタリアではよく食される。
中国、特に華北においては、ロバは一般的な食材のひとつとなっている。多くの場合、老いて輸送などの労務が難しくなったものが食用にされる。このため、単に炒めるだけの料理では食べづらく、煮込み料理か餃子や肉まんの具や肉団子のようなミンチ肉料理にされることが多い。そのままではある程度の臭みがあるが、下ごしらえをうまくすることで中国で「上有龍肉、下有驢肉」（天には竜の肉があり、地上にはロバの肉がある）と言われるほどの美味に仕上げることができる。
臘驢肉（ラーリューロウ làlǘròu）
中華人民共和国山西省長治市の名物食材で、ロバ肉の塩漬けを燻製にしたもの。
驢肉火焼（リューロウフオシャオ lǘròu huǒshāo）
中華人民共和国河北省保定市の名物料理で、ロバ肉を使ったハンバーガー風の軽食。「火燒」と呼ばれるパンの腹を割って、中に煮込んだロバ肉をはさんで食べる。近年は陝西省の「白吉饃」（バイジーモー）と呼ばれる白く押しつぶしたように焼いたパンを使う変種も出ている。
肴驢肉（ヤオリューロウ yáolǘròu）
中華人民共和国山東省広饒県などの名物料理で、ロバ肉を煮込んで、ゼラチン質と共に冷やし固め、スライスしてたべる、アスピック（煮こごり）のような前菜料理。

### 驢乳
驢乳には、たんぱく質が多く含まれ、国連からも、牛乳アレルギーのある人への優れた代用乳として認められている。

### 薬用
ロバの皮から毛を取り、煮つめて取る膠（にかわ）は、漢方で「阿膠」（あきょう）といい、主成分はコラーゲンで、血を作り、止血する作用があると考えられている。このため、出血を伴う症状や、貧血、産後の栄養補給、強壮、皮膚の改善などの目的で、服用、配合される。阿膠は薬用以外に、これを加えた柔らかい飴（阿膠飴）なども作られている。
薬用としての皮を目的としたロバの屠殺により、ロバの個体数が減っており、2024年、アフリカ連合はロバ皮の取引を禁止した。ロバ保護のためロバの皮の輸送を禁止した航空会社もある。

### その他

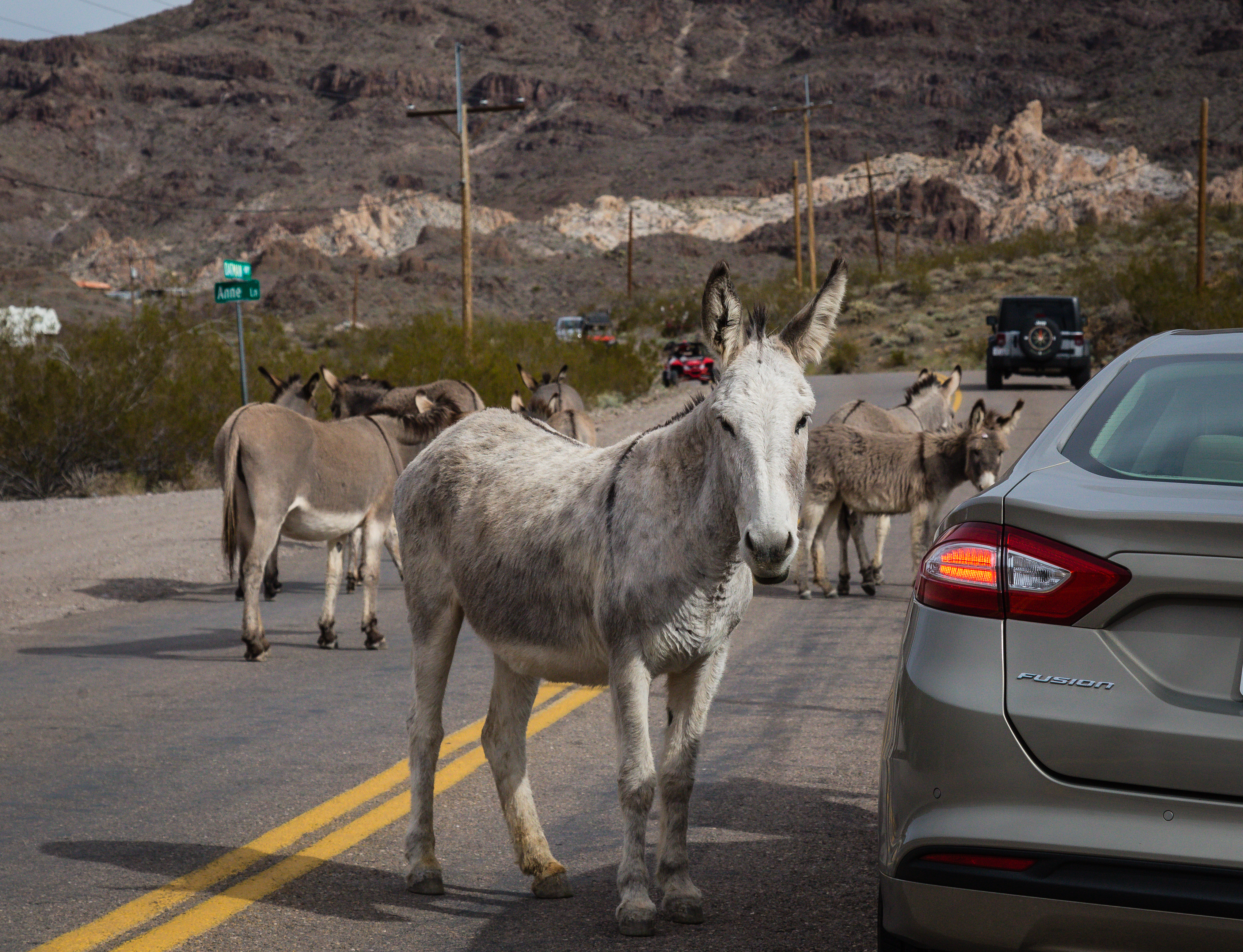
北米大陸（アリゾナ州）に生息する野生化したロバ（英語版）。

野生化（英語版）したロバやウマなどを巡る処遇について、外来種として駆除しようとする意見だけでなく、生態系に貢献し得る存在（生態系エンジニア）として保護を推奨する声も存在している。
北米大陸のように在来のウマ科が絶滅したが野生化したロバ（英語版）やマスタングなどの野良馬のような事例（英語版）だけでなく、たとえばオーストラリアや南アメリカ大陸でも絶滅したメガファウナの不在による生態系のニッチを不完全ながらも補充し得る存在としてこれらの外来生物が生息することと彼らの保護を行う利点も示唆されている。

## 減少
阿膠の原料となるロバの皮膚の需要増加に伴って、ロバの頭数が世界各地で減少している。中国では、1992年時点で1100万頭を超えていたロバの頭数が2017年には76.3％減の260万頭に減少。南米ブラジルでは2007年から2017年までの間にロバの頭数が約28％減少した。2011年から2017年までの6年間で、中央アジアのキルギスではロバの頭数が約53％減少し、アフリカ南部のボツワナでも37％減少している
。

## 品種
- カタラン・ロバ

## 文化におけるロバの表象

### 東洋

#### 日本
日本では、時代を問わずほとんど飼育されていない。現在の日本のロバは200頭という説もあり、多くとも数百頭であろう。極暑地から冷地の環境にまで適応し、粗食にも耐える便利な家畜であるロバは、日本でも古くから存在が知られていたが、馬や牛と異なり、日本では家畜としては全く普及しなかった。
日本にロバが移入された最古の記録は、日本書紀に599年、百済からラクダ、羊、雉と一緒に贈られたとするものである。この時は、「ウサギウマ」1疋が贈られたとされ、これがロバのことを指していると考えられている。また、平安時代に入ってからも、幾つか日本に入ったとする記録が見られる。時代が下って江戸時代にも、中国やオランダから移入された記録がある。別称として「ばち馬」という呼び名も記されている。

##### ロバのパン屋
20世紀の日本でロバと言えば、「ロバのパン屋」が最も広い地域で知られる存在であった。昭和10年代に札幌で始まり、第二次世界大戦をはさんで昭和20年代末に広り、昭和30年代に最盛期を迎えた。しかし、昭和30年代末から40年代初頭にかけての頃には、急速なモータリゼーションの浸透によって自動車による販売にとって代わられたため、販売の規模は急激に縮小した。
最も著名な「パン売りのロバさん」という曲を流しながら販売を行なったビタミンパン連鎖店本部が使用していたのは、ロバではなく木曽馬を中心とした小型馬（ポニー）であった。にもかかわらず「ロバのパン」を看板にして大々的に販売を行なったため、当時の人々に対してロバに対するイメージへの誤解を与えた面は否めない。

#### 中国

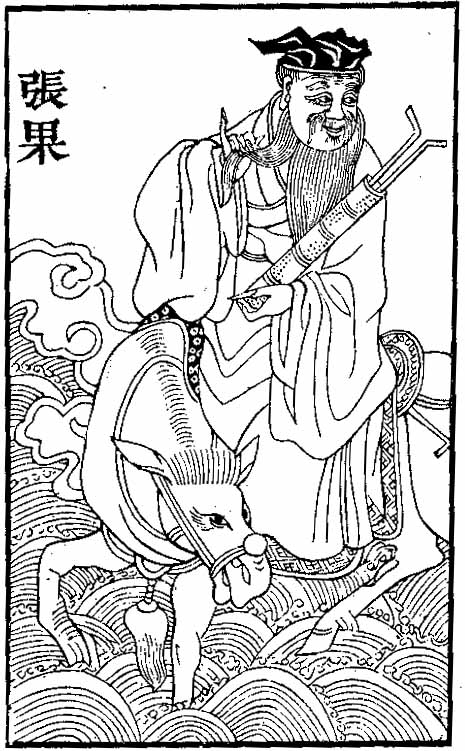
ロバに乗る張果老

中国においては身近な家畜や乗り物として物語に登場する。道教の八仙の一人張果老や陳摶、『三国志演義』の黄承彦、ウイグル族の頓智話のナスレディン・エペンディ（阿凡提）などはロバに乗って現れ、世俗的でない風雅な雰囲気を感じさせている。推敲は科挙を受けるために河北省から長安までロバに乗ってきた賈島のエピソードが元である。
成語でも無能や見掛け倒しであることを意味する「黔驢技窮」あるいは「黔驢之技（けんろのぎ）」がある。これは黔驢（貴州省のロバ）を初めて見たトラが、当初その大きさに恐れて警戒したが、見慣れると何も攻撃する技を持たないと気づき食べてしまったという故事による。

### 西洋
西洋においてはロバは愚鈍さの象徴としてしばしば用いられる。キリスト教化された中世以降のヨーロッパでもその傾向は変わらずに残る。現在でも各国語において「ロバ」に相当する言葉は「馬鹿」「愚か者」の換喩として用いられる。西洋でロバが愚鈍とされたのは、ロバには頑固で気分次第で動かなくなる融通の利かない所があり、騎士は馬に騎乗し、富農は牛馬を育て、ロバは貧農が育てていた事が理由として挙げられる。
身近な存在であるため「ろばを売りに行く親子」のように寓話にも登場する。

#### 古代
古代ギリシア神話において最もよく知られるロバに関する逸話はフリュギアのミダス王に関するものである。この逸話は現代では「王様の耳はロバの耳」として親しまれている。

#### 中世
愚か者としてのロバの姿は中世文学にも見出され、好例としては12世紀の風刺集『愚者の鏡』の「ブルネルスの物語」がある。国によっては「ブルネルスの物語」をもって本の名とする地域もあった。たとえばジェフリー・チョーサーの『カンタベリー物語』ではこの風刺集は『愚者ブルネル卿』（ブルネルはブルネルスの英語形）と呼ばれている。

#### 近代

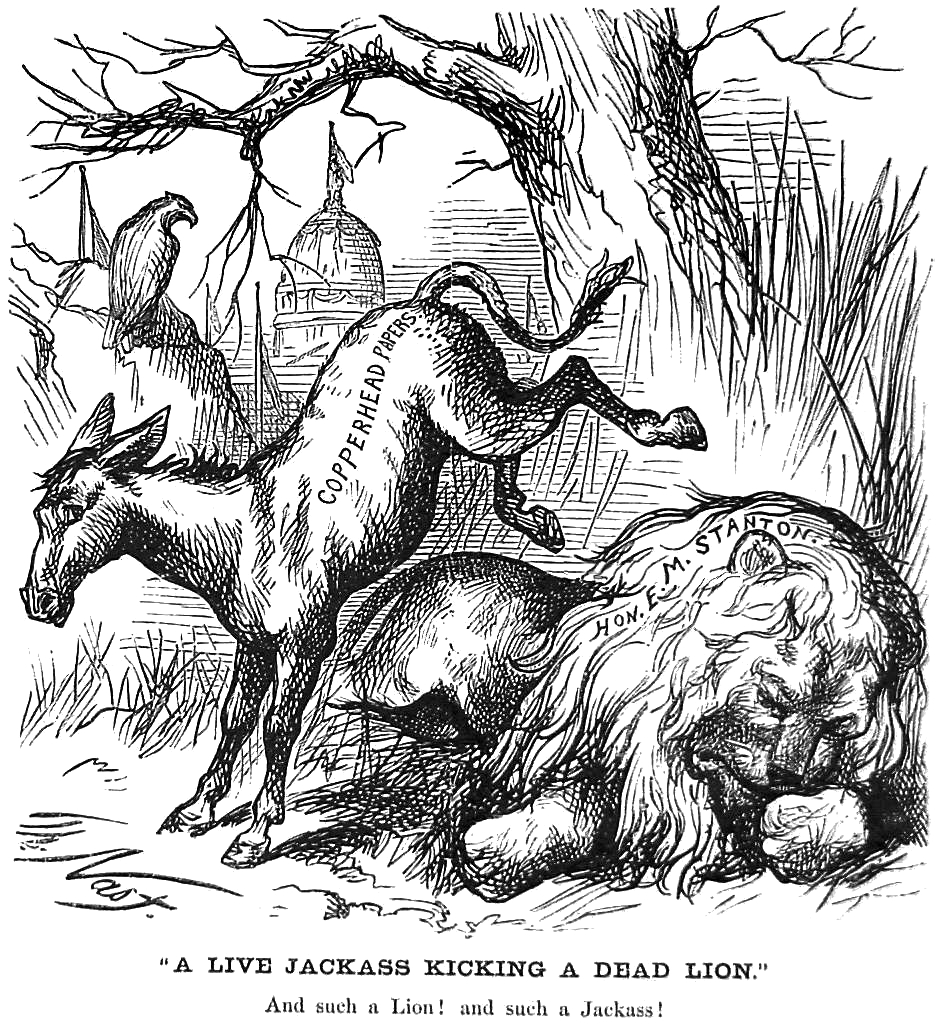
1870年の政治風刺画

アメリカ合衆国の民主党はロバを党のシンボルとしている。これはもともと、共和党側によって「jackass」（雄ロバまたは「馬鹿」の意）と揶揄された民主党の大統領候補アンドリュー・ジャクソン（後の第7代アメリカ大統領）が揶揄を逆用したことに起源を有する。
2004年11月の大統領選にむけた、同8月の民主党党大会ではロバの「スウィフティ君」がケリー候補の応援にかけつけたが、同時多発テロ後からの厳戒態勢の中、スタッフオンリーの壇上にあがることがかなわなかったという珍事があった。
オーストラリアでは投票の際、候補者の優先順位を表す番号をランダムに付けられた票（一般的には投票用紙に印刷される候補者の順番のまま）を「ロバ票」と呼ぶ。

## 作品
ロバが主題となっている作品には下記がある。

### 文学
- 塩を運ぶろば - イソップ寓話の一篇。
- 子イヌのまねをしたロバ - イソップ寓話の一篇[26]。
- 黄金のロバ（ラテン語版、英語版） - 帝政ローマの作家、アプレイウスの作品。主人公がロバになって諸国を遍歴する。
- ピノキオ - ロバを中心に題材としたものではないが、ピノキオが怠け者国でロバに変身させられる。
- ブレーメンの音楽隊 - ロバ、イヌ、ネコ、ニワトリが主人公のグリム童話。
- プラテーロとわたし - フアン・ラモン・ヒメネスによる散文詩。詩人がロバのプラテーロに、友として語りかける。
- en:The Donkey (fairy tale)
- 世説新語 - 中国南北朝時代の説話集。王なにがしと諸葛なにがしが家系の優劣を争った時に、「王・葛と世間では言う。葛・王とは言わないじゃないか」と言われた諸葛なにがしが「驢・馬と世間では言って、馬・驢とは言わないようだね」と答えたという話や、諸葛瑾の顔がロバに似ているので主君の孫権にからかわれたという話など、ロバにまつわるエピソードを数話載せている。
- 王様の耳はロバの耳 - ギリシア神話（ミダース王）。旧ユーゴスラビア の民話[27]。
- 板橋三娘子（はんきょうさんじょうし） - 唐代の河東記所収、短編伝奇。宿の女主人は寡婦（三娘子）だったが、裕福な暮らしぶりであった。宿泊した主人公は、三娘子が怪しげな焼餅を作って客に食べさせ、客を家畜の驢馬（ロバ）にして所持品を奪うところを見てしまうという内容。日本語での改題や再話として、明治時代に『三娘子』、近年では『ロバになった旅人』[28]やs:中国童話集 (佐藤春夫) 人をろばにする話がある。
- ロバのサイン会 - 吉野万理子の作品。テレビ局の企画で全国を旅をして人気者となったやさしいロバの「ウサウマ」と、彼と心を通わす人々の姿を「ウサウマ」目線で描いた作品。

### 音楽
- 「ロバちょっとすねた」 - NHK『みんなのうた』でアグネス・チャンが歌った歌。
- 「パン売りのロバさん」 作詞：矢野亮 作曲：豊田稔 歌手：近藤圭子 昭和30年キングレコード。
- 「走れドンキー」 作詞：安井かずみ 作曲：弾厚作（加山雄三） 唄：加山雄三 1966年6月東芝EMI 映画『アルプスの若大将』劇中歌。
- 「ろばくんのうた」 作詞：山崎あきら、作曲：広瀬健次郎 歌手：楠トシエ・石川進・愛川欽也[29] 日本テレビの子供番組『おはよう!こどもショー』のレギュラーキャラクター・ロバくんのテーマソング。

### 映画
- 『バルタザールどこへ行く (Au Hasard Balthazar) 』 - ロベール・ブレッソン (Robert Bresson) 監督、1966年、フランス、スウェーデン合作。
- 『EO イーオー (IO) 』 - イエジー・スコリモフスキ (Jerzy Skolimowski) 監督、2022年、ポーランド、イタリア合作。

### ドラマ
- 『それ行け!カッチン』 - 主人公カッチンの友達がロバのシミジミ。

### アニメ
- 『ペリーヌ物語』 - カルピス名作劇場。主人公ペリーヌと母の旅にロバ「パリカール」が大きく貢献。
- 『母をたずねて三千里』 - 主人公マルコが母を訪ねたアルゼンチンで牛車隊から別れたときにロバ「ばあさま」を足としてもらうが、途中でロバ「ばあさま」は寿命のため死亡。
- 『家族ロビンソン漂流記 ふしぎな島のフローネ』 - 遭難した船から連れ出したロバが登場。主人公フローネたち一家の脱出に大きく貢献した。しかし、特に名前は付けられていなかった。
- 『ラ・セーヌの星』 - 花屋をいとなむ主人公シモーヌの暮らしを支えるのがロバのタンタン。
- 『シュレックシリーズ』 - 主人公の親友はロバ。

## 関連文献
- 兼松満造 『驢と騾』 養賢堂、1943年。 - 日本で唯一驢馬と騾馬について書かれた学術書。